# 쥘리에트 모리요
쥘리에트 모리요(Juliette Morillot)는 프랑스의 작가, 기자로 프랑스의 한국 전문가이다. 한국에 수차례 거주한 바 있으며, 한국의 역사와 문화에 대한 책을 여러편 저술하였다. 이 중 모리요의 저서 일부는 한국어와 독일어, 에스파냐어 등으로 번역이 되었다. 이 대표작들 외에도 프랑스의 유력지에 극동 전반에 관한, 특히 한국에 관한 기사들을 자주 기고하고 있다.

## 저서
- Le Palais de la colline aux nuages, Plon, 1993 (흥선대원군과 명성황후를 주제로한 역사 소설)
- La Corée : montagnes, chamanes et gratte-ciel, Autrement, 1998 (한국의 전반적인 문화 안내서)
- Les Orchidées rouges de Shanghaï, Presses de la Cité, 2001 (위안부의 삶을 다룬 역사 소설)
- Marc Vérin 과 공저, La Corée : Terre des esprits, Hermé, 2003 (한국의 사진들)
- Dorian Malovic 과 공저, Evadés de Corée du Nord. Témoignages, Belfond, 2004 (탈북자들의 증언 모음)
- Les sacrifiés(희생자들), Belfond, 2012

1950년대 일어난 작은 사건을 발단으로 미국과 영국, 아르헨티나를 가로지르며 열정과 여성 수탈로 얼룩진 근대의 얼굴을 탐색한 문제의 소설.  
- Les larmes bleues(푸른 눈물) Plon, 2009
- LA COREE. Tout sur le pays du matin clair(한국, 맑은 아침의 나라에 관한 모든 것), Souffles, 1990

&